# Franzenmühle (Schopfloch)
Franzenmühle ist ein Gemeindeteil des Marktes Schopfloch im Landkreis Ansbach (Mittelfranken, Bayern). Franzenmühle liegt in der Gemarkung Dickersbronn.

## Geografie
Die Einöde liegt am Mühlgraben, einem Oberlauf des Hellenbachs, der ein linker Zufluss der Wörnitz ist. Eine Gemeindeverbindungsstraße führt nach Köhlau (0,9 km nordöstlich) bzw. nach Dickersbronn (0,3 km südwestlich).

## Geschichte
Im Jahre 1606 wurde der Ort als „Dickersbronner Dorfmühle“ erstmals urkundlich erwähnt. Der jetzige Name ist wahrscheinlich erst seit dem 19. Jahrhundert in Gebrauch.
Die Fraisch war strittig zwischen dem oettingen-spielbergischen Oberamt Dürrwangen, dem ansbachischen Oberamt Feuchtwangen und der Reichsstadt Dinkelsbühl. Die Grundherrschaft über die Mühle hatten die dinkelsbühler Bürger Bühlmeyer und Rothmund inne.
Infolge des Gemeindeedikts wurde Franzenmühle 1809 dem Steuerdistrikt Schopfloch und der Ruralgemeinde Lehengütingen zugewiesen. Mit dem Zweiten Gemeindeedikt (1818) wurde sie der neu gebildeten Ruralgemeinde Dickersbronn zugewiesen. Am 1. Mai 1978 wurde Franzenmühle im Zuge der Gebietsreform in Bayern nach Schopfloch eingegliedert.

### Ehemaliges Baudenkmal
- Zweigeschossiges Wohn- und Mühlengebäude, verputzt, mit fünf zu vier Obergeschossfenstern; vermutlich noch 18. Jahrhundert. Am Westgiebel Sandsteinrelief mit Wappen der Reichsstadt Dinkelsbühl, bezeichnet „1784“. Zugehöriger Scheunen- und Stallbau aus Brockenquadern, 18. Jh.; Fachwerkgiebel, Korbbogentore.[11]

### Einwohnerentwicklung
| Jahr      | 001818 | 001840 | 001861 | 001871 | 001885 | 001900 | 001925 | 001950 | 001961 | 001970 | 001987 |
| Einwohner | 6      | 8      | *      | 8      | 7      | 6      | 7      | 5      | 4      | 5      | 5      |
| Häuser    | 1      | 1      |        |        | 1      | 1      | 1      | 1      | 1      |        | 1      |
| Quelle    | [ 13 ] | [ 14 ] | [ 15 ] | [ 16 ] | [ 17 ] | [ 18 ] | [ 19 ] | [ 20 ] | [ 21 ] | [ 22 ] | [ 1 ]  |

## Religion
Der Ort ist evangelisch-lutherisch geprägt und bis heute nach St. Wendelin (Lehengütingen) gepfarrt. Die Katholiken sind nach St. Georg (Dinkelsbühl) gepfarrt.